# 2008–2009-es angol labdarúgókupa
A 2008–2009-es angol labdarúgókupa a világ legrégebbi versenysorozatának, az FA-kupának a 128. szezonja. Összesen 762 klub indult a kiírásban, ami rekordnak számít, azonban a South Normanton Athletic még a párosítások kihirdetése előtt megszűnt, így ténylegesen 761 csapat kezdte a szezont. Két további klub, a Brierley Hill & Withymoor és a Stapenhill is megszűnt, miután a sorsolások az első körökre már készen voltak így az ellenfeleik játszott mérkőzés nélkül jutottak tovább.
A verseny 2008. augusztus 16-án kezdődött az extra selejtezőkörrel, a döntőt pedig 2009. május 30-án rendezték a Wembley Stadionban.

## Eseménynaptár
| Kör                   | Dátum                               | Mérkőzések | Csapatok  | Új érkezők     | Pénzdíj                                      | A kör játékosa                   |
| --------------------- | ----------------------------------- | ---------- | --------- | -------------- | -------------------------------------------- | -------------------------------- |
| Extra selejtező kör   | 2008. augusztus 16.                 | 203        | 761 → 558 | 406: 356.–761. | 750 £                                        | –                                |
| Selejtezőkör          | 2008. augusztus 30.                 | 166        | 558 → 392 | 129: 227.–355. | 1 500 £                                      | –                                |
| Első selejtezőkör     | 2008. szeptember 13.                | 116        | 392 → 276 | 66: 161.–226.  | 3 000 £                                      | Derren Ibrahim (Dartford)        |
| Második selejtezőkör  | 2008. szeptember 27.                | 80         | 276 → 196 | 44: 117.–160.  | 4 500 £                                      | Dean Lodge (Kingstonian)         |
| Harmadik selejtezőkör | 2008. október 11.                   | 40         | 196 → 156 | –              | 7 500 £                                      | Craig Davis (AFC Totton)         |
| Negyedik selejtezőkör | 2008. október 25.                   | 32         | 156 → 124 | 24: 93.–116.   | 12 500 £                                     | Sam Hatton (AFC Wimbledon)       |
| Első kör              | 2008. november 8.                   | 40         | 124 → 84  | 48: 45.–92.    | 20 000 £                                     | Jon Adams (AFC Telford United)   |
| Második kör           | 2008. november 29.                  | 20         | 84 → 64   | –              | 30 000 £                                     | Lindon Meikle (Eastwood Town)    |
| Harmadik kör          | 2009. január 3.                     | 32         | 64 → 32   | 44: 1.–44.     | 75 000 £                                     | Nathan Tyson (Nottingham Forest) |
| Negyedik kör          | 2009. január 24.                    | 16         | 32 → 16   | –              | 100 000 £                                    | Scott Parker (West Ham United)   |
| Ötödik kör            | 2009. február 14.                   | 8          | 16 → 8    | –              | 200 000 £                                    | Mikel Arteta (Everton)           |
| Hatodik kör           | 2009. március 7.                    | 4          | 8 → 4     | –              | 400 000 £                                    | Robin van Persie (Arsenal)       |
| Elődöntő              | 2009. április 18. 2009. április 19. | 2          | 4 → 2     | –              | Győztesek: 1 000 000 £; Vesztesek: 500 000 £ | Phil Jagielka (Everton)          |
| Döntő                 | 2009. május 30.                     | 1          | 2 → 1     | –              | Győztes: 2 000 000 £; Vesztes: 1 000 000 £   |                                  |

## Selejtezők
Az összes csapatnak a selejtezőkörökben kellett indulnia, akik nem a Premier League vagy a The Football League tagjai.

## Első kör
A 24 League One és a 24 League Two-csapat csatlakozik ebben a körben az előző kör (negyedik selejtezőkör) győzteseihez.
Az alábbi csapatok csatlakoznak ebben a körben a versenyhez:
| - Accrington Stanley - AFC Bournemouth - Aldershot Town - Barnet - Bradford City - Brentford - Brighton & Hove Albion - Bristol Rovers - Bury - Carlisle United - Cheltenham Town - Chester City | - Chesterfield - Colchester United - Crewe Alexandra - Dagenham & Redbridge - Darlington - Exeter City - Gillingham - Grimsby Town - Hartlepool United - Hereford United - Huddersfield Town - Leeds United | - Leicester City - Leyton Orient - Lincoln City - Luton Town - Macclesfield Town - Milton Keynes Dons - Millwall - Morecambe - Northampton Town - Notts County - Oldham Athletic - Peterborough United | - Port Vale - Rochdale - Rotherham United - Scunthorpe United - Shrewsbury Town - Southend United - Stockport County - Swindon Town - Tranmere Rovers - Walsall - Wycombe Wanderers - Yeovil Town |

A kör párosításainak sorsolását 2008. október 26-án tartották. A sorsolást a Tottenham Hotspur valamint az Arsenal korábbi játékosai, Osvaldo Ardiles illetve Martin Keown végezte. A mérkőzéseket 2008. november 8-án, szombaton játszották öt mérkőzés kivételével.
| #          | Hazai csapat           | Eredmény | Vendég csapat          | Nézőszám |
| ---------- | ---------------------- | -------- | ---------------------- | -------- |
| 1          | Colchester United      | 0 – 1    | Leyton Orient          | 4 600    |
| 2          | Havant & Waterlooville | 1 – 3    | Brentford              | 1 631    |
| 3          | Blyth Spartans         | 3 – 1    | Shrewsbury Town        | 2 742    |
| 4          | Sutton United          | 0 – 1    | Notts County           | 2 041    |
| 5          | Torquay United         | 2 – 0    | Evesham United         | 2 275    |
| 6          | Oxford United          | 0 – 0    | Dorchester Town        | 3 196    |
| visszavágó | Dorchester Town        | 1 – 3    | Oxford United          | 1 474    |
| 7          | Bury                   | 0 – 1    | Gillingham             | 2 161    |
| 8          | AFC Wimbledon          | 1 – 4    | Wycombe Wanderers      | 4 528    |
| 9          | Chester City           | 0 – 3    | Millwall               | 1 932    |
| 10         | Carlisle United        | 1 – 1    | Grays Athletic         | 3 921    |
| visszavágó | Grays Athletic         | 0 – 2    | Carlisle United        | 1 217    |
| 11         | Team Bath              | 0 – 1    | Forest Green Rovers    | 906      |
| 12         | Eastbourne Borough     | 0 – 0    | Barrow                 | 1 216    |
| visszavágó | Barrow                 | 4 – 0    | Eastbourne Borough     | 2 131    |
| 13         | AFC Hornchurch         | 0 – 1    | Peterborough United    | 3 000    |
| 14         | Yeovil Town            | 1 – 1    | Stockport County       | 3 582    |
| visszavágó | Stockport County       | 5 – 0    | Yeovil Town            | 3 260    |
| 15         | Leiston                | 0 – 0    | Fleetwood Town         | 1 250    |
| visszavágó | Fleetwood Town         | 2 – 0    | Leiston                | 2 010    |
| 16         | Accrington Stanley     | 0 – 0    | Tranmere Rovers        | 2 126    |
| visszavágó | Tranmere Rovers        | 1 – 0    | Accrington Stanley     | 2 560    |
| 17         | Walsall                | 1 – 3    | Scunthorpe United      | 2 318    |
| 18         | AFC Bournemouth        | 1 – 0    | Bristol Rovers         | 3 935    |
| 19         | Brighton & Hove Albion | 3 – 3    | Hartlepool United      | 2 545    |
| visszavágó | Hartlepool United      | 2 – 1    | Brighton & Hove Albion | 3 288    |
| 20         | Aldershot Town         | 1 – 1    | Rotherham United       | 2 632    |
| visszavágó | Rotherham United       | 0 – 3    | Aldershot Town         | 2 431    |

| #                                           | Hazai csapat           | Eredmény | Vendég csapat        | Nézőszám |
| ------------------------------------------- | ---------------------- | -------- | -------------------- | -------- |
| 21                                          | Morecambe              | 2 – 1    | Grimsby Town         | 1 713    |
| 22                                          | Huddersfield Town      | 3 – 4    | Port Vale            | 6 942    |
| 23                                          | Alfreton Town          | 4 – 2    | Bury Town            | 1 060    |
| 24                                          | Kidderminster Harriers | 1 – 0    | Cambridge United     | 1 717    |
| 25                                          | Leicester City         | 3 – 0    | Stevenage Borough    | 7 586    |
| 26                                          | Milton Keynes Dons     | 1 – 2    | Bradford City        | 5 542    |
| 27                                          | Darlington             | 0 – 0    | Droylsden            | 2 479    |
| visszavágó                                  | Droylsden              | 1 – 0    | Darlington           | 1 672    |
| 28                                          | Chesterfield           | 3 – 1    | Mansfield Town       | 6 612    |
| 29                                          | AFC Telford United     | 2 – 2    | Southend United      | 3 631    |
| visszavágó                                  | Southend United        | 2 – 0    | AFC Telford United   | 4 415    |
| 30                                          | Curzon Ashton          | 3 – 2    | Exeter City          | 1 259    |
| 31                                          | Histon                 | 1 – 0    | Swindon Town         | 1 541    |
| 32                                          | Kettering Town         | 1 – 1    | Lincoln City         | 3 314    |
| visszavágó                                  | Lincoln City           | 1 – 2    | Kettering Town       | 3 953    |
| 33                                          | Barnet                 | 1 – 1    | Rochdale             | 1 782    |
| visszavágó                                  | Rochdale               | 3 – 2    | Barnet               | 2 339    |
| 34                                          | Hereford United        | 0 – 0    | Dagenham & Redbridge | 1 825    |
| visszavágó                                  | Dagenham & Redbridge   | 2 – 1    | Hereford United      | 1 409    |
| 35                                          | Cheltenham Town        | 2 – 2    | Oldham Athletic      | 2 585    |
| visszavágó                                  | Oldham Athletic        | 0 – 1    | Cheltenham Town      | 2 552    |
| 36                                          | Luton Town             | 0 – 0    | Altrincham           | 3 200    |
| visszavágó                                  | Altrincham             | 0 – 0    | Luton Town           | 2 397    |
| a Luton Town győzött 4–2-re tizenegyesekkel |                        |          |                      |          |
| 37                                          | Crewe Alexandra        | 1 – 0    | Ebbsfleet United     | 2 593    |
| 38                                          | Eastwood Town          | 2 – 1    | Brackley Town        | 960      |
| 39                                          | Leeds United           | 1 – 1    | Northampton Town     | 9 531    |
| visszavágó                                  | Northampton Town       | 2 – 5    | Leeds United         | 3 960    |
| 40                                          | Harlow Town            | 0 – 2    | Macclesfield Town    | 2 149    |

## Második kör
Ebben a körben az első kör 40 győztese játszik egymással. A sorsolást 2008. november 9-én tartották, ahol Lawrie Sanchez és Ray Parlour is közreműködött. A mérkőzéseket 2008. november 29-én és november 30-án játsszák a Crewe Alexandra–Carlisle United mérkőzés kivételével, amit december 2-án játszottak.
| #                                                                                          | Hazai csapat           | Eredmény | Vendég csapat        | Nézőszám |
| ------------------------------------------------------------------------------------------ | ---------------------- | -------- | -------------------- | -------- |
| 1‡                                                                                         | Chesterfield           | 2 – 2    | Droylsden            | 5 698    |
| visszavágó‡                                                                                | Droylsden              | 2 – 1    | Chesterfield         | 2 824    |
| a Droylsdent kizárták egy eltiltott játékos szerepeltetéséért, a Chesterfield továbbjutott |                        |          |                      |          |
| 2                                                                                          | Peterborough United    | 0 – 0    | Tranmere Rovers      | 5 980    |
| visszavágó                                                                                 | Tranmere Rovers        | 1 – 2†   | Peterborough United  | 3 139    |
| 3                                                                                          | Eastwood Town          | 2 – 0    | Wycombe Wanderers    | 1 955    |
| 4                                                                                          | Notts County           | 1 – 1    | Kettering Town       | 4 451    |
| visszavágó                                                                                 | Kettering Town         | 2 – 1    | Notts County         | 3 019    |
| 5                                                                                          | Leicester City         | 3 – 2    | Dagenham & Redbridge | 7 791    |
| 6                                                                                          | Barrow                 | 2 – 1    | Brentford            | 3 532    |
| 7                                                                                          | Bradford City          | 1 – 2    | Leyton Orient        | 5 065    |
| 8                                                                                          | Southend United        | 3 – 1    | Luton Town           | 4 111    |
| 9                                                                                          | Forest Green Rovers    | 2 – 0    | Rochdale             | 1 715    |
| 10                                                                                         | Histon                 | 1 – 0    | Leeds United         | 4 103    |
| 11                                                                                         | Scunthorpe United      | 4 – 0    | Alfreton Town        | 4 249    |
| 12                                                                                         | Torquay United         | 2 – 0    | Oxford United        | 2 647    |
| 13                                                                                         | Fleetwood Town         | 2 – 3    | Hartlepool United    | 3 280    |
| 14                                                                                         | Morecambe              | 2 – 3    | Cheltenham Town      | 1 758    |
| 15                                                                                         | Gillingham             | 0 – 0    | Stockport County     | 4 419    |
| visszavágó                                                                                 | Stockport County       | 1 – 2    | Gillingham           | 3 329    |
| 16                                                                                         | Millwall               | 3 – 0    | Aldershot Town       | 6 159    |
| 17                                                                                         | Carlisle United        | 0 – 2    | Crewe Alexandra      | 2 755    |
| 18                                                                                         | AFC Bournemouth        | 0 – 0    | Blyth Spartans       | 4 165    |
| visszavágó                                                                                 | Blyth Spartans         | 1 – 0    | AFC Bournemouth      | 4 040    |
| 19                                                                                         | Kidderminster Harriers | 2 – 0    | Curzon Ashton        | 2 070    |
| 20                                                                                         | Port Vale              | 1 – 3    | Macclesfield Town    | 4 684    |
| Az összesített nézőszám ebben a körben 96 938 fő volt.                                     |                        |          |                      |          |

† – Hosszabbítás után
‡ – a Droylsden első látogatását a Chesterfieldnél a félidőben a köd miatt félbeszakították. Az első visszavágót hét héttel később 70 perc után félbeszakították a világítás meghibásodása miatt.

## Harmadik kör
Ebben a körben 20 Premier League és 24 Championship-csapat kezdi meg a versenyt és csatlakoznak a második kör győzteseihez.
Az alábbi csapatok csatlakoznak a harmadik körben:
| - Arsenal - Aston Villa - Barnsley - Birmingham City - Blackburn Rovers - Blackpool - Bolton Wanderers - Bristol City - Burnley - Cardiff City - Charlton Athletic - Chelsea - Coventry City - Crystal Palace - Derby County - Doncaster Rovers - Everton - Fulham - Hull City - Ipswich Town - Liverpool - Manchester City | - Manchester United - Middlesbrough - Newcastle United - Norwich City - Nottingham Forest - Plymouth Argyle - Portsmouth Címvédő - Preston North End - Queens Park Rangers - Reading - Sheffield United - Sheffield Wednesday - Southampton - Stoke City - Sunderland - Swansea City - Tottenham Hotspur - Watford - West Bromwich Albion - West Ham United - Wigan Athletic - Wolverhampton Wanderers |

A harmadik kör sorsolását 2008. november 30-án tartották Sir Trevor Brooking és Ray Clemence közreműködésével. A mérkőzéseket 2009. január 3-án és január 4-én játsszák a Tottenham Hotspur–Wigan Athletic párosítás kivételével, amit –a Tottenham Ligakupa-szereplése miatt– január 2-án játszottak le.
A kör több meglepetést is hozott. A Premier League-ben szereplő Stoke City-t a harmadosztályú Hartlepool United ejtette ki 2–0-s mérkőzés után, a szintén élvonalbeli Manchester City hazai pályán szenvedett 3–0-s vereséget a másodosztályú Nottingham Foresttől, a Premier League-ben a második helyet elfoglaló Chelsea pedig 1–1-es döntetlent játszott hazai pályán a harmadosztályban a tabella közepén álló Southend Uniteddel, míg a Conference-ben játszó Torquay United 1–0-ra győzte le a másodosztályú Blackpoolt.
| #                                                                          | Hazai csapat         | Eredmény | Vendég csapat           | Nézőszám |
| -------------------------------------------------------------------------- | -------------------- | -------- | ----------------------- | -------- |
| 1                                                                          | Portsmouth           | 0 – 0    | Bristol City            | 14 446   |
| visszavágó                                                                 | Bristol City         | 0 – 2    | Portsmouth              | 14 302   |
| 2                                                                          | Sheffield Wednesday  | 1 – 2    | Fulham                  | 18 377   |
| 3                                                                          | Preston North End    | 0 – 2    | Liverpool               | 23 046   |
| 4                                                                          | Birmingham City      | 0 – 2    | Wolverhampton Wanderers | 22 232   |
| 5                                                                          | West Ham United      | 3 – 0    | Barnsley                | 28 869   |
| 6                                                                          | Middlesbrough        | 2 – 1    | Barrow                  | 25 132   |
| 7                                                                          | Hull City            | 0 – 0    | Newcastle United        | 20 557   |
| visszavágó                                                                 | Newcastle United     | 0 – 1    | Hull City               | 31 380   |
| 8                                                                          | Hartlepool United    | 2 – 0    | Stoke City              | 5 367    |
| 9                                                                          | Chelsea              | 1 – 1    | Southend United         | 41 090   |
| visszavágó                                                                 | Southend United      | 1 – 4    | Chelsea                 | 11 314   |
| 10                                                                         | Manchester City      | 0 – 3    | Nottingham Forest       | 31 869   |
| 11                                                                         | Cardiff City         | 2 – 0    | Reading                 | 12 448   |
| 12                                                                         | Ipswich Town         | 3 – 0    | Chesterfield            | 12 524   |
| 13                                                                         | Charlton Athletic    | 1 – 1    | Norwich City            | 12 615   |
| visszavágó                                                                 | Norwich City         | 0 – 1    | Charlton Athletic       | 13 997   |
| 14                                                                         | West Bromwich Albion | 1 – 1    | Peterborough United     | 18 659   |
| visszavágó                                                                 | Peterborough United  | 0 – 2    | West Bromwich Albion    | 10 735   |
| 15                                                                         | Torquay United       | 1 – 0    | Blackpool               | 3 654    |
| 16                                                                         | Leyton Orient        | 1 – 4    | Sheffield United        | 4 527    |
| 17                                                                         | Southampton          | 0 – 3    | Manchester United       | 31 901   |
| 18                                                                         | Millwall             | 2 – 2    | Crewe Alexandra         | 5 754    |
| visszavágó                                                                 | Crewe Alexandra      | 2 – 3    | Millwall                | 3 060    |
| 19                                                                         | Histon               | 1 – 2    | Swansea City            | 2 821    |
| 20                                                                         | Forest Green Rovers  | 3 – 4    | Derby County            | 4 836    |
| 21                                                                         | Queens Park Rangers  | 0 – 0    | Burnley                 | 8 896    |
| visszavágó                                                                 | Burnley              | 2 – 1†   | Queens Park Rangers     | 3 760    |
| 22                                                                         | Leicester City       | 0 – 0    | Crystal Palace          | 15 976   |
| visszavágó                                                                 | Crystal Palace       | 2 – 1    | Leicester City          | 6 023    |
| 23                                                                         | Tottenham Hotspur    | 3 – 1    | Wigan Athletic          | 34 040   |
| 24                                                                         | Cheltenham Town      | 0 – 0    | Doncaster Rovers        | 4 417    |
| visszavágó                                                                 | Doncaster Rovers     | 3 – 0    | Cheltenham Town         | 5 345    |
| 25                                                                         | Arsenal              | 3 – 1    | Plymouth Argyle         | 59 424   |
| 26                                                                         | Kettering Town       | 2 – 1    | Eastwood Town           | 5 090    |
| 27                                                                         | Blyth Spartans       | 0 – 1    | Blackburn Rovers        | 3 445    |
| 28                                                                         | Macclesfield Town    | 0 – 1    | Everton                 | 6 008    |
| 29                                                                         | Watford              | 1 – 0    | Scunthorpe United       | 8 690    |
| 30                                                                         | Sunderland           | 2 – 1    | Bolton Wanderers        | 20 685   |
| 31                                                                         | Coventry City        | 2 – 0    | Kidderminster Harriers  | 13 652   |
| 32                                                                         | Gillingham           | 1 – 2    | Aston Villa             | 10 107   |
| Az összesített nézőszám ebben a körben a visszavágókkal együtt 631 070 fő. |                      |          |                         |          |

† – Hosszabbítás után

## Negyedik kör
A negyedik kör sorsolását 2009. január 4-én tartották Roberto Di Matteo és Dave Beasant közreműködésével. A mérkőzéseket január 24-én és január 25-én játszották.
Két ligán kívüli csapat, a Torquay United és a Kettering Town is bekerült a negyedik körbe, azonban egyik sem jutott tovább. A Kettering 4–2-re veszített a Premier League-ben szereplő Fulham ellen, a Torquayt a másodosztályú Coventry City ejtette ki. A másik kettő, az első két osztályon kívüli csapat, a Hartlepool United és a Millwall is kiesett. Ebben a körben a címvédő Portsmouth pedig 2–0-ra veszített hazai pályán a másodosztályú Swansea City ellen.
Egy technikai hiba miatt az ITV-nél az Everton–Liverpool visszavágó közvetítésénél nézők milliói maradtak le az evertonos Dan Gosling győztes góljáról a hosszabbításban. A közvetítést ideiglenesen reklámok szakították meg, így a nézők nem láthatták az Everton játékosainak ünneplését, míg a csatornánál dolgoztak a hiba helyreállításán. Az ITV több ezer panaszt kapott a hiba miatt, sok néző megkérdőjelezte az ITV képességét, hogy élő mérkőzést közvetítsenek, különösen mivel 275 millió fontos szerződésben állnak az FA-vel.
| #          | Hazai csapat                  | Eredmény | Vendég csapat           | Nézőszám |
| ---------- | ----------------------------- | -------- | ----------------------- | -------- |
| 1          | Liverpool                     | 1 – 1    | Everton                 | 43 524   |
| visszavágó | Everton                       | 1 – 0†   | Liverpool               | 37 918   |
| 2          | Manchester United             | 2 – 1    | Tottenham Hotspur       | 75 014   |
| 3          | Hull City                     | 2 – 0    | Millwall (III.)         | 18 639   |
| 4          | Sunderland                    | 0 – 0    | Blackburn Rovers        | 22 634   |
| visszavágó | Blackburn Rovers              | 2 – 1†   | Sunderland              | 10 112   |
| 5          | Hartlepool United (III.)      | 0 – 2    | West Ham United         | 6 849    |
| 6          | Sheffield United (II.)        | 2 – 1    | Charlton Athletic (II.) | 15 957   |
| 7          | Cardiff City (II.)            | 0 – 0    | Arsenal                 | 20 079   |
| visszavágó | Arsenal                       | 4 – 0    | Cardiff City            | 57 237   |
| 8          | Portsmouth                    | 0 – 2    | Swansea City (II.)      | 17 357   |
| 9          | Chelsea                       | 3 – 1    | Ipswich Town (II.)      | 41 137   |
| 10         | Doncaster Rovers (II.)        | 0 – 0    | Aston Villa             | 13 517   |
| visszavágó | Aston Villa                   | 3 – 1    | Doncaster Rovers        | 24 203   |
| 11         | West Bromwich Albion          | 2 – 2    | Burnley (II.)           | 18 294   |
| visszavágó | Burnley                       | 3 – 1    | West Bromwich Albion    | 6 635    |
| 12         | Torquay United (V.)           | 0 – 1    | Coventry City (II.)     | 6 018    |
| 13         | Kettering Town (V.)           | 2 – 4    | Fulham                  | 5 406    |
| 14         | Watford (II.)                 | 4 – 3    | Crystal Palace (II.)    | 10 006   |
| 15         | Derby County (II.)            | 1 – 1    | Nottingham Forest (II.) | 32 035   |
| visszavágó | Nottingham Forest             | 2 – 3    | Derby County            | 29 001   |
| 16         | Wolverhampton Wanderers (II.) | 1 – 2    | Middlesbrough           | 18 013   |

Zárójelben az osztályok szerepelnek (az élvonalon kívül)
† – Hosszabbítás után

## Ötödik kör
Az ötödik kör sorsolását 2009. január 25-én tartották, közvetlenül a Liverpool–Everton mérkőzés után Gary Mabbutt és Gary Pallister közreműködésével. Az ötödik kör mérkőzéseit 2009. február 14-én és február 15-én játsszák az Arsenal vagy Cardiff City–Burnley mérkőzés kivételével, mivel a negyedik körben a visszavágót hó miatt elhalasztották.
| #          | Hazai csapat           | Eredmény | Vendég csapat       | Nézőszám |
| ---------- | ---------------------- | -------- | ------------------- | -------- |
| 1          | Sheffield United (II.) | 1 – 1    | Hull City           | 22 283   |
| visszavágó | Hull City              | 2 – 1    | Sheffield United    | 17 239   |
| 2          | Watford (II.)          | 1 – 3    | Chelsea             | 16 851   |
| 3          | West Ham United        | 1 – 1    | Middlesbrough       | 33 658   |
| visszavágó | Middlesbrough          | '2 – 0   | West Ham United     | 15 602   |
| 4          | Blackburn Rovers       | 2 – 2    | Coventry City (II.) | 15 053   |
| visszavágó | Coventry City          | 1 – 0    | Blackburn Rovers    | 22 793   |
| 5          | Derby County (II.)     | 1 – 4    | Manchester United   | 32 103   |
| 6          | Swansea City (II.)     | 1 – 1    | Fulham              | 16 573   |
| visszavágó | Fulham                 | 2 – 1    | Swansea City        | 12 316   |
| 7          | Everton                | 3 – 1    | Aston Villa         | 35 439   |
| 8          | Arsenal                | 3 – 0    | Burnley (II.)       | 57 454   |

## Hatodik kör
A hatodik kör sorsolását 2009. február 15-én vasárnap, a Soho Square-en tartották Frank McLintock és Graeme Souness közreműködésével a Derby County–Manchester United mérkőzés után. A sorsolást az ITV1 közvetíti. A mérkőzéseket 2009. március 7-én és március 8-án játszották.
| # | Hazai csapat  | Eredmény | Vendég csapat     | Nézőszám |
| - | ------------- | -------- | ----------------- | -------- |
| 1 | Coventry City | 0 – 2    | Chelsea           | 31 407   |
| 2 | Fulham        | 0 – 4    | Manchester United | 24 662   |
| 3 | Arsenal       | 2 – 1    | Hull City         | 55 641   |
| 4 | Everton       | 2 – 1    | Middlesbrough     | 37 856   |

| 2009. március 7. 12:30 | Coventry City | 0 – 2       | Chelsea             | Ricoh Arena, Coventry Nézőszám: 31 407 Játékvezető: Steve Bennett (Kent) |
| 2009. március 7. 12:30 |               | Jegyzőkönyv | Drogba 15' Alex 72' | Ricoh Arena, Coventry Nézőszám: 31 407 Játékvezető: Steve Bennett (Kent) |

| 2009. március 7. 17:15 | Fulham | 0 – 4       | Manchester United                 | Craven Cottage, London Nézőszám: 24 662 Játékvezető: Mike Dean (Cheshire) |
| 2009. március 7. 17:15 |        | Jegyzőkönyv | Tévez 20' 35' Rooney 50' Park 81' | Craven Cottage, London Nézőszám: 24 662 Játékvezető: Mike Dean (Cheshire) |

| 2009. március 17. 19:45 | Arsenal                   | 2 – 1       | Hull City  | Emirates Stadion, London Nézőszám: 55 641 Játékvezető: Mike Riley (West Yorkshire) |
| 2009. március 17. 19:45 | Van Persie 74' Gallas 84' | Jegyzőkönyv | Barmby 13' | Emirates Stadion, London Nézőszám: 55 641 Játékvezető: Mike Riley (West Yorkshire) |

| 2009. március 8. 16:00 | Everton               | 2 – 1       | Middlesbrough | Goodison Park, Liverpool Nézőszám: 37 856 Játékvezető: Mark Halsey (Lancashire) |
| 2009. március 8. 16:00 | Fellaini 50' Saha 56' | Jegyzőkönyv | Wheater 44'   | Goodison Park, Liverpool Nézőszám: 37 856 Játékvezető: Mark Halsey (Lancashire) |

## Elődöntő
Az elődöntő sorsolását 2009. március 8-án tartották Bob Wilson és Joe Royle közreműködésével. A mérkőzéseket a Wembley Stadionban rendezték 2009. április 18-án és április 19-én. A többi körhöz hasonlóan visszavágókat itt sem játszanak ha a mérkőzés döntetlenre végződik; ilyenkor hosszabbítás és büntetőpárbaj következik.
| 2009. április 18. 17:15 | Arsenal     | 1 – 2       | Chelsea                | Wembley Stadion, London Nézőszám: 88 103 Játékvezető: Martin Atkinson (West Yorkshire) |
| 2009. április 18. 17:15 | Walcott 18' | Jegyzőkönyv | Malouda 33' Drogba 84' | Wembley Stadion, London Nézőszám: 88 103 Játékvezető: Martin Atkinson (West Yorkshire) |

| 2009. április 19. 16:00 | Manchester United | 0 – 0 | Everton | Wembley Stadion, London Nézőszám: 88 141 Játékvezető: Mike Riley (West Yorkshire) |
| 2009. április 19. 16:00 | Jegyzőkönyv       |       |         | Wembley Stadion, London Nézőszám: 88 141 Játékvezető: Mike Riley (West Yorkshire) |

|                                   |       | 11-esekkel                                |  |
| Berbatov Ferdinand Vidić Anderson | 2 – 4 | Cahill Baines P. Neville Vaughan Jagielka |  |

## Döntő
A döntőt 2009. május 30-án rendezték a Wembley Stadionban. A két résztvevő a Chelsea és az Everton volt.
| 2009. május 30. 15:00 | Chelsea                | 2 – 1 | Everton | Wembley Stadion, London Játékvezető: Howard Webb |
| 2009. május 30. 15:00 | Drogba 21' Lampard 72' |       | Saha 1' | Wembley Stadion, London Játékvezető: Howard Webb |

| FA-kupa 2008–09 Győztes |
| ----------------------- |
| angol                   |
| Chelsea Ötödik cím      |

## Góllövőlista
A 2008–2009-es FA-kupa góllövőlistája az első körtől.
| # | Név                 | Klub                | Gólok |
| - | ------------------- | ------------------- | ----- |
| 1 | Nicolas Anelka      | Chelsea             | 4     |
| 1 | Matt Fryatt         | Leicester City      | 4     |
| 1 | Gary Hooper         | Scunthorpe United   | 4     |
| 1 | Robin van Persie    | Arsenal             | 3     |
| 1 | Craig Westcarr      | Kettering Town      | 4     |
| 6 | Afonso Alves        | Middlesbrough       | 3     |
| 6 | Michael Ballack     | Chelsea             | 3     |
| 6 | Andy Barcham        | Gillingham          | 3     |
| 6 | Jermaine Beckford   | Leeds United        | 3     |
| 6 | Louis Dodds         | Port Vale           | 3     |
| 6 | Eduardo             | Arsenal             | 3     |
| 6 | Greg Halford        | Sheffield United    | 3     |
| 6 | Matt Harrold        | Wycombe Wanderers   | 3     |
| 6 | Rob Hulse           | Derby County        | 3     |
| 6 | Andrew Johnson      | Fulham              | 3     |
| 6 | Adam Le Fondre      | Rochdale            | 3     |
| 6 | Jack Lester         | Chesterfield        | 3     |
| 6 | Craig Mackail-Smith | Peterborough United | 3     |
| 6 | James Milner        | Aston Villa         | 3     |
| 6 | Roman Pavljucsenko  | Tottenham Hotspur   | 3     |
| 6 | Jason Scotland      | Swansea City        | 3     |
| 6 | Steven Thompson     | Burnley             | 3     |